# Хелен Мирен
Дама Хелен Мирен (енгл. Helen Mirren), рођена као Јелена Лидија Васиљевна Миронова (рус. Еле́на Ли́дия Васи́льевна Миро́нова; Лондон, 26. јул 1945), британска је глумица.

## Детињство и образовање
Отац јој је био Василиј Петрович Миронов, по пореклу Рус, а мајка јој је била Енглескиња Кети Роџерс. Њен деда по оцу Петар, био је генерал у војсци Руске Империје и дипломата, који је након Октобарске револуције пребегао у Енглеску. Мирен је своје прве године провела у Есексу где је одрастала заједно са својом старијом сестром Катарином и својим млађим братом Петром. У Есексу је завршила средњу школу у којој је показала велико интересовање за глуму, играјући у школским представама, такође је похађала и школу за реторику и глуму у Лондону. Са осамнаест година примљена је у Национални театар младих у Лондону.

## Каријера
Након неколико година рада у театру младих Мирен се прикључила Шекспировом краљевском позоришту где је тумачила разне улоге из Шекспирових комада као што су Јулија и Леди Магбет. Хелен је од 1975. године била ангажована у разним позориштима као што су „Ројал корт“, „Вест енд“ у Лондону, затим у Националном театру у Манчестеру, да би 1994. године играла и на Бродвеју у Њујорку.
Хелен Мирен има веома богату филмску каријеру коју је започела још 1967. године у филму „Херостратус“, а 1968. године глумила је у првој екранизацији једне Шекспирове драме „Сан летње ноћи“ где је тумачила лик Хермије. Због свог изразито отменог држања Хелен је често добијала улогу краљице, те је тако глумила краљицу Шарлоту у филму Лудост краља Џорџа, Елизабету I Тјудор у серији Елизабета I, Елизабету II у филму Краљица (за ову улогу награђена је Оскаром). Њен најдражи филм у коме је глумила јесте Подучавајући госпођу Тингл у коме је глумила злу професорку историје.

## Приватно живот
Мирен се удала 31. децембра 1997. године за свог дугогодишњег партнера Тејлора Хакфорда.
У својој аутобиографији је изјавила да не верује у Бога, али да још од детињства верује у бића као што су виле и вилењаци. Хелен нема деце, јер како каже, у њој не постоји нимало материнског инстинкта.
Она је добила титулу „даме“ 5. децембра 2003. године, а титулу јој је доделио принц Чарлс.

## Филмографија
| Улоге Хелен Мирен |                                          |               |                                |          |
| Година            | Српски назив                             | Изворни назив | Улога                          | Напомена |
| 1967.             | Херостратус                              |               | -                              |          |
| 1968.             | Сан летње ноћи                           |               | Хермија                        |          |
| 1969.             | Колпо ровенте                            |               | -                              |          |
| 1969.             | Доба сагласности                         |               | Кора Рајан                     |          |
| 1971.             | Рођака Бети                              |               | Валерија                       |          |
| 1972.             | Госпођица Џулија                         |               | Џулија                         |          |
| 1972.             | Дивљи Месија                             |               | Џош Бојл                       |          |
| 1973.             | О, срећни човече!                        |               | Патриција                      |          |
| 1974.             | Беламира                                 |               | Беламира                       |          |
| 1974.             | Сандук за невесту                        |               | Стела Мекензи                  |          |
| 1975.             | Цезар и Кларета                          |               | Кларета Петачи                 |          |
| 1975.             | Филантроп                                |               | -                              |          |
| 1976.             | Хамлет                                   |               | Офелија/Гертруда               |          |
| 1976.             | Збирка                                   |               | Стела                          |          |
| 1978.             | Како вам драго                           |               | Розалинд                       |          |
| 1979.             | Квиз дете                                |               | Џоана                          |          |
| 1979.             | Орестеја                                 |               | Касандра                       |          |
| 1979.             | Калигула                                 |               | Цезонија                       |          |
| 1979.             | СОС Титаник                              |               | Стјуардеса Мери Слоун          |          |
| 1980.             | Дрска девојка                            |               | Бети                           |          |
| 1980.             | Зли план др Фу Манчуа                    |               | Елис Пејџ                      |          |
| 1980.             | Црни петак за гангстере                  |               | Викторија                      |          |
| 1981.             | Гђа Рајнхарт                             |               | Гђа Рајнхарт                   |          |
| 1981.             | Екскалибур                               |               | Моргана ле Феј                 |          |
| 1981.             | Сан летње ноћи                           |               | Титанија                       |          |
| 1982.             | Симбелин                                 |               | Имогена                        |          |
| 1984.             | Кал                                      |               | Марсела                        |          |
| 1984.             | 2010                                     | 2010          | Тања Кирбук                    |          |
| 1985.             | Рајски посао                             |               | Рут Ченселор                   |          |
| 1985.             | Пролаз                                   |               | Фрида фон Рихтофтен Викли      |          |
| 1985.             | Беле ноћи                                |               | Галина Иванова                 |          |
| 1986.             | Обала комараца                           |               | Фокс                           |          |
| 1988.             | Паскаљево острво                         |               | Лидија Нојман                  |          |
| 1989.             | Из долазак китова                        |               | Клеми Џенкинс                  |          |
| 1989.             | Кувар, лопов, његова жена и њен љубавник |               | Георгина Спица                 |          |
| 1989.             | Црвени краљ, бели витез                  |               | Ана                            |          |
| 1990.             | Лагодност странаца                       |               | Каролина                       |          |
| 1990.             | Бетјун: Стварање хероја                  |               | Френсис Пени Бетјун            |          |
| 1991.             | Главни осумњичени                        |               | Џејн Тенисон                   |          |
| 1991.             | Где се анђели плаше ићи                  |               | Лилија Херитон                 |          |
| 1992.             | Главни осумњичени 2                      |               | Џејн Тенисон                   |          |
| 1993.             | Грабљивац                                |               | Ени Марш                       |          |
| 1993.             | Главни осумњичени 3                      |               | Џејн Тенисон                   |          |
| 1994.             | Принц Јутланда                           |               | Герута                         |          |
| 1994.             | Лудило краља Џорџа                       |               | Шарлота од Мекленбург-Штрелица |          |
| 1995.             | Снежна краљица                           |               | Снежна краљица                 |          |
| 1995.             | Главни осумњичени: Изгубљено дете        |               | Џејн Тенисон                   |          |
| 1995.             | Главни осумњичени: Унутрашњи кругови     |               | Џејн Тенисон                   |          |
| 1995.             | Главни осумњичени: Мирис таме            |               | Џејн Тенисон                   |          |
| 1996.             | Неке мајке син                           |               | Кетлин Квигли                  |          |
| 1996.             | Губећи Чејс                              |               | Чејс Филипс                    |          |
| 1996.             | Главни осумњичени: Грешке у расуђивању   |               | Џејн Тенисон                   |          |
| 1997.             | Интензивна нега                          |               | Стела                          |          |
| 1997.             | Обојена дама                             |               | Меги Шеридан                   |          |
| 1998.             | Принц Египта                             |               | Краљица                        | глас     |
| 1999.             | Страст Ајн Ранд                          |               | Ајн Ранд                       |          |
| 1999.             | Подучавајући гђу Тингл                   |               | Гђа Ив Тингл                   |          |
| 2000.             | Зелени прсти                             |               | Георгина Вудхаус               |          |
| 2001.             | Завет                                    |               | Доктор                         |          |
| 2001.             | Непознато                                |               | Шеф                            |          |
| 2001.             | Срећан рођендан                          |               | Истакнута жена                 |          |
| 2001.             | Последње заповести                       |               | Ејми Додс                      |          |
| 2001.             | Госфорд парк                             |               | Гђа Вилсон                     |          |
| 2002.             | Џорџтаун                                 |               | Анабела Гарисон                |          |
| 2002.             | Од врата до врата                        |               | Гђа Портер                     |          |
| 2003.             | Римско пролеће гђе Стоун                 |               | Керен Стоун                    |          |
| 2003.             | Девојке са календара                     |               | Крис Харпер                    |          |
| 2003.             | Главни осумњичени 6                      |               | Џејн Тенисон                   |          |
| 2004.             | Обрачун                                  |               | Ајлин Хејс                     |          |
| 2004.             | Подижући Хелен                           |               | Доминик                        |          |
| 2004.             | Понос                                    |               | Мачиба                         |          |
| 2005.             | Аутостоперски водич кроз галаксију       |               | Дубока мисао                   | глас     |
| 2005.             | Боксер у сенци                           |               | Роуз                           |          |
| 2005.             | Елизабета I                              |               | Краљица Елизабета I            |          |
| 2006.             | Главни осумњичени 7                      |               | Џејн Тенисон                   |          |
| 2006.             | Краљица                                  |               | Краљица Елизабета II           |          |
| 2007.             | Национално благо: Књига тајни            |               | Емили Еплтон                   |          |
| 2008.             | Срце од мастила                          |               | Елинор Лоредан                 |          |
| 2009.             | Стање игре                               |               | Камерон Лини                   |          |
| 2009.             | Последња станица                         |               | Софија Толстој                 |          |
| 2010.             | Ранч љубави                              |               | Грејс Ботемпо                  |          |
| 2010.             | Бура                                     |               | Проспера                       |          |
| 2010.             | Брајтонски рок                           |               | Ида                            |          |
| 2010.             | РЕД                                      |               | Викторија Винзлоу              |          |
| 2011.             | Артур                                    |               | Лилиан Хопсон                  |          |
| 2011.             | Дуг                                      |               | Рејчел Сингер                  |          |
| 2012.             | Врата                                    |               | Емеренц                        |          |
| 2012.             | Хичкок                                   |               | Алма Ривил                     |          |
| 2013.             | Фил Спектор                              |               | Линда Кени Бајден              |          |
| 2013.             | РЕД 2                                    |               | Викторија Винзлоу              |          |
| 2017.             | Паклене улице 8                          |               | Магдален Шо                    |          |
| 2019.             | Паклене улице: Хобс и Шо                 |               | Магдален Шо                    |          |
| 2021.             | Паклене улице 9                          |               | Магдален Шо                    |          |
| 2023.             | Шазам! Гнев богова                       |               | Хеспера                        |          |
| 2023.             | Паклене улице 10                         |               | Магдален Шо                    |          |
| 2023.             | Барби                                    |               | нараторка                      |          |